# Corriere Padano
Der Corriere Padano war eine von Italo Balbo gegründete Tageszeitung in Ferrara. Sie wurde von 1925 bis 1945 herausgegeben.

## Geschichte
Die Zeitung wurde im April 1925 von Italo Balbo, einem faschistischen Führer aus Ferrara, gegründet. Sie hatte ihren Sitz in einem Gebäude in der Viale Cavour. Balbo war in den ersten Monaten auch ihr Herausgeber, Chefredakteur war Nello Quilici, Journalist beim  Corriere Italiano. Im November verließ Balbo, der zum Staatssekretär für Wirtschaft ernannt worden war, Ferrara und bot Quilici die Leitung der Redaktion an. Zwischen Balbo und Quilici entstand eine berufliche Partnerschaft, die bis zu seinem Tod am 28. Juni 1940 im Flugzeug über Tobruk (Libyen) andauerte.
Quilici verwandelte den Corriere Padano von einer politischen Zeitung in ein Instrument der Kulturinformation um, indem er auf seinen Seiten wertvolle Beiträge veröffentlichte. Innerhalb weniger Jahre stieg die Auflage von 3.000 auf 40.000 Exemplare täglich. Am 9. Mai 1927 wurde die Montagsausgabe eingeführt; 1928 wurde die konkurrierende Gazzetta Ferrarese übernommen. Im Jahr 1931 verfügte die Zeitung über fünf Redaktionen (Ferrara, Ravenna, Forlì, Faenza und Verona) und ein Korrespondenzbüro in Rom.
Die Kulturseiten wurden von 1929 bis 1943 von Giuseppe Ravegnani geleitet- Die Terza pagina des Corriere Padano zeichnete sich durch Beiträge aus, die für alle kulturellen Strömungen offen waren. Bekannte Autoren wie Ernesto Buonaiuti, Giovanni Papini und Julius Evola schrieben hier, und auch spätere Berühmtheiten wie Giorgio Bassani, Luigi Preti und Michelangelo Antonioni begannen im Corriere zu schreiben.
Der „Corriere“ setzte sich mit Umfragen (die von 1932 war sehr umfangreich), Rezensionen junger italienischer Autoren (darunter Moravia und Vittorini) sowie europäischer und amerikanischer Autoren (darunter Joyce, Kafka, Dos Passos und Joseph Roth) an die Spitze der Diskussion über Romane.

In der Lyrik versuchte der „Corriere“ neue Tendenzen aufzuspüren. Zu den bevorzugten Autoren zählten Ungaretti, Quasimodo und die Hermetiker. Aber auch Umberto Saba wurde viel beachtet, während Montale erst später zu seinem Recht kam. In der Ferrareser Zeitung schlug Giovanni Titta Rosa in einer Rezension von Giulio De Benedettis Saggi critici die Definition der „integralen psychologischen Kritik“ vor.
Der Kunstteil wurde von der Ehefrau des Herausgebers, der Malerin Mimì Buzzacchi, koordiniert, die eine Reihe namhafter Künstler mit dem Verfassen von Artikeln beauftragte, darunter Filippo de Pisis, Corrado Padovani, Giuseppe Marchiori, Italo Cinti und Anacleto Margotti.
Zwischen dem 26. August und dem 28. November 1943 wurden die Publikationen eingestellt. Nach der Gründung der Italienischen Sozialrepublik wurden sie wieder aufgenommen.
Im April 1945, mit der Ankunft der anglo-amerikanischen Truppen in Ferrara, wurde das Erscheinen der Zeitung endgültig eingestellt. Die Schließung erfolgte durch das Anglo-American „Allied Publication Board“. Maschinen und Personal wurden von der Comitato di Liberazione Nazionale von Ferrara übernommen, das den „Corriere del Po“ gründete (1946–1948).

### Veröffentlichte Autoren
Erzähler
Arrigo Benedetti,
Massimo Bontempelli,
Vitaliano Brancati,
Giovanni Comisso,
Curzio Malaparte,
Filippo de Pisis,
Guido Piovene,
Alberto Savinio,
Mario Soldati,
Federigo Tozzi,
Luchino Visconti,
Elio Vittorini.
Poeten
Attilio Bertolucci,
Libero Bigiaretti
Vincenzo Cardarelli,
Corrado Govoni,
Eugenio Montale,
Marino Moretti,
Salvatore Quasimodo,
Giuseppe Ungaretti.

## Direktoren
- Italo Balbo (April – November 1925)
- Nello Quilic (November 1925 – 28. Juni 1940)
- Giuseppe Ravegnani (Juli 1940v1942)
- Ezio Camuncoli (1942 – 1943)
- Die Veröffentlichungen wurden zwischen dem 26. August und dem 3. November 1943 ausgesetzt.
- Michele Campana (1943 – 20. April 1945)[9] (unter dem Regime der Repubblica Sociale Italiana)